# 이중 이름
이중 이름(영어: double-barrelled name)은 이름 두 개가 결합되어 하나의 이름이 된 것이다.

## 영어권
영어권에서는 이중 이름이 드물게 스이며 주로 여성의 이름에 많이 사용된다. 남성 이중 이름 중 미국과 영국 상위 1000위에 이른 이름은 John-Paul과 Tommy-Lee 둘뿐이다.
여성의 이중 이름은 19세기 초반에는 우아하고 귀족적인 이름으로 받아들여졌으나 시간이 지나면서 하녀의 이름이나 미국 남부의 하층민들이 쓰는 촌스러운 이름이라는 인식이 강해졌으며 Mary Ann, Mary Jo, Billie Jo 등 이전에 인기가 있었던 대부분의 이중 이름들이 상위 1000위권에서 탈락하게 되었다.

## 프랑스어권
프랑스어권에서는 Jean-Jacques, Jean-Pierre, Jean-Marie 등 남성 이름에 이중 이름이 흔하게 쓰인다.

## 한자 문화권
한국, 중국, 일본 등에서는 한 문자의 음절이 짧기 때문에 대부분의 사람들이 이중 이름을 사용하며 이름이 한 글자인 사람은 매우 드물다.

## 삼중 이름
간혹 프랑스어권에서는 Louis-Pierre-Gustave, Louis-Arthur-Mange 등 삼중 이름이 쓰이기도 한다. 이런 풍습은 20세기가 지나며 사라졌으며 동양권에도 강다니엘 등 삼중 이름이 드물게 쓰인다.